# Kirill Nababkin
Kirill Nabakhin, em russo Кирилл Анатольевич Набабкин (Moscou, 8 de setembro de 1986) é um futebolista russo que atua na  CSKA Moscou.

## Carreira
Kirill Nabakhin integrou a Seleção Russa de Futebol na Eurocopa de 2012.

## Títulos
- Campeonato Russo de Futebol:  2012–13, 2013–14, 2015–16
- Copa da Rússia: 2010–11, 2012–13
- Supercopa da Rússia: 2013, 2014, 2018[2]